# Marijan Čerček
Marijan Čerček (Zagabria, 3 febbraio 1949) è un ex calciatore jugoslavo, di ruolo centrocampista.

## Carriera

### Club
Iniziò la carriera calcistica nella Dinamo Zagabria diventando subito una leggenda, a soli 18 anni segnò il gol del 1-0 nella finale di andata della Coppa delle Fiere contro il Leeds Utd che valse il titolo alla squadra di Zagabria. Finita l'avventura nei Modri si trasferì nel NK Zagabria con la quale militò fino al 1981, anno in cui appese gli scarpini al chiodo.

### Nazionale
Con la nazionale jugoslava  disputò una sola partita, l'amichevole contro l'Unione Sovietica giocatasi il 24 settembre 1969 a Belgrado e persa per 3-1.

## Statistiche

### Cronologia presenze e reti in nazionale
| Cronologia completa delle presenze e delle reti in nazionale ― Jugoslavia | Cronologia completa delle presenze e delle reti in nazionale ― Jugoslavia | Cronologia completa delle presenze e delle reti in nazionale ― Jugoslavia | Cronologia completa delle presenze e delle reti in nazionale ― Jugoslavia | Cronologia completa delle presenze e delle reti in nazionale ― Jugoslavia | Cronologia completa delle presenze e delle reti in nazionale ― Jugoslavia | Cronologia completa delle presenze e delle reti in nazionale ― Jugoslavia | Cronologia completa delle presenze e delle reti in nazionale ― Jugoslavia |
| Data                                                                      | Città                                                                     | In casa                                                                   | Risultato                                                                 | Ospiti                                                                    | Competizione                                                              | Reti                                                                      | Note                                                                      |
| ------------------------------------------------------------------------- | ------------------------------------------------------------------------- | ------------------------------------------------------------------------- | ------------------------------------------------------------------------- | ------------------------------------------------------------------------- | ------------------------------------------------------------------------- | ------------------------------------------------------------------------- | ------------------------------------------------------------------------- |
| 24-9-1969                                                                 | Belgrado                                                                  | Jugoslavia                                                                | 1 – 3                                                                     | Unione Sovietica                                                          | Amichevole                                                                | -                                                                         | 46’                                                                       |
| Totale                                                                    |                                                                           | Presenze                                                                  | 1                                                                         |                                                                           | Reti                                                                      | 0                                                                         |                                                                           |

## Palmarès

### Club

#### Competizioni nazionali
- Coppa di Jugoslavia: 1

Dinamo Zagabria: 1969

#### Competizioni internazionali
- Coppa delle Fiere: 1

Dinamo Zagabria: 1966-1967